# Очеретянка-куцохвіст борнейська
Очеретянка-куцохвіст борнейська (Urosphena whiteheadi) — вид горобцеподібних птахів родини Cettiidae.

## Поширення
Енднмік острова Борнео. Мешкає в гірських лісах на висоті 800-3150 метрів над рівнем моря. Харчується дрібними безхребетними.